# Kojima Productions
Kojima Productions Co., Ltd. is een Japans computerspelontwikkelaar die werd opgericht in 2005 door Hideo Kojima. Het bedrijf was oorspronkelijk een subdivisie onder Konami.
In 2015 werd de samenwerking kort verbroken na een reorganisatie bij Konami. In december van dat jaar werd Kojima's contract met Konami definitief beëindigd. Kojima Productions ging als onafhankelijke ontwikkelstudio verder.

## Geschiedenis
De studio werd opgericht op 1 april 2005 nadat Konami enkele bedrijfsdivisies samenvoegde. Hideo Kojima was positief hierover omdat het hem toeliet zich meer op de ontwikkeling van spellen te richten in plaats van bedrijfsmanagement.
Op 16 maart 2015 kondigde Konami een herstructurering binnen de ontwikkeldivisie aan. Diezelfde dag werden alle verwijzingen naar Kojima Productions hernoemd en Kojima was niet langer vice-president meer binnen Konami. Volgens een anonieme medewerker zou dit de oorzaak zijn van botsingen tussen Konami en Kojima. De medewerker gaf aan dat Kojima en zijn team niet langer werden gezien als werknemers maar inhuurkrachten.
Op 20 maart maakte Konami bekend dat Kojima tot na The Phantom Pain zou blijven, en dat het bedrijf zocht naar nieuwe medewerkers voor toekomstige Metal Gear-spellen.
In december 2015 werd Kojima Productions genomineerd voor Ontwikkelaar van het jaar tijdens The Game Awards 2015. De prijs ging uiteindelijk naar CD Projekt RED. Hideo Kojima was niet welkom door Konami tijdens het evenement, zodat stemacteur Kiefer Sutherland de prijs voor The Phantom Pain namens hem in ontvangst moest nemen.

## Lijst van spellen
Alle spellen van Kojima Productions werden tot 2015 uitgegeven door Konami.
| Jaar | Titel                                    | Platform                                                  |
| ---- | ---------------------------------------- | --------------------------------------------------------- |
| 2005 | Boktai 3: Sabata's Counterattack         | Game Boy Advance                                          |
| 2005 | Metal Gear Acid 2                        | PlayStation Portable                                      |
| 2005 | Metal Gear Solid 3: Subsistence          | PlayStation 2                                             |
| 2006 | Metal Gear Solid: Portable Ops           | PlayStation Portable                                      |
| 2006 | Lunar Knights: Vampire Hunters           | Nintendo DS                                               |
| 2008 | Metal Gear Solid 4: Guns of the Patriots | PlayStation 3                                             |
| 2008 | Metal Gear Online                        | PlayStation 3                                             |
| 2009 | Metal Gear Solid Touch                   | iOS                                                       |
| 2010 | Metal Gear Solid: Peace Walker           | PlayStation Portable                                      |
| 2010 | Castlevania: Lords of Shadow             | Windows, PlayStation 3, Xbox 360                          |
| 2011 | Metal Gear Solid: HD Collection          | PlayStation 3, PlayStation Vita, Xbox 360                 |
| 2012 | Metal Gear Solid: Snake Eater 3D         | Nintendo 3DS                                              |
| 2012 | Metal Gear Solid: Social Ops             | iOS, Android                                              |
| 2012 | Zone of the Enders                       | PlayStation 3, Xbox 360                                   |
| 2013 | Metal Gear Rising: Revengeance           | Windows, PlayStation 3, Xbox 360                          |
| 2013 | Metal Gear Solid: The Legacy Collection  | PlayStation 3                                             |
| 2014 | Metal Gear Solid V: Ground Zeroes        | Windows, PlayStation 3, PlayStation 4, Xbox 360, Xbox One |
| 2014 | P.T.                                     | PlayStation 4                                             |
| 2015 | Metal Gear Solid V: The Phantom Pain     | Windows, PlayStation 3, PlayStation 4, Xbox 360, Xbox One |

### Als onafhankelijke spelontwikkelaar
| Jaar | Titel           | Platform      |
| ---- | --------------- | ------------- |
| 2019 | Death Stranding | PlayStation 4 |